# Рехвиашвили, Пируз
Пируз Рехвиашвили (1951—2003) — советский футболист, защитник. Грузинский тренер.
Начинал играть в команде класса «Б» «Металлург» Рустави (1966—1968). В 1970 году играл за дубль «Динамо» Тбилиси, в 1971—1975 годах за клуб в высшей лиге провёл 57 матчей, забил 11 голов. В 1976 году выступал за «Дилу» Гори, после чего завершил карьеру.
Полуфиналист Кубка СССР 1975.
Был тренером (1996—1998) и главным тренером (сентябрь 1998, апрель — июнь 1999) клуба «Сиони» Болниси.